# Gumpendorfer Straße
Gumpendorfer Straße – jedna ze stacji metra w Wiedniu na Linia U6. Została otwarta 7 października 1989. 
Znajduje się w 6. dzielnicy Wiednia, Mariahilf, przy granicy z dzielnicą nr 15. Rudolfsheim-Fünfhaus.